# 盐糖霉菌属
盐糖霉菌属（学名：Haloglycomyces）是糖霉菌科下的一个属。

## 下属物种
本属包括以下物种：
- 白色盐糖霉菌 Haloglycomyces albus Guan et al., 2009[2]